# Angebotsvergleich
Ein Angebotsvergleich dient dem Vergleich von Angeboten verschiedener Lieferanten, Unternehmen und Läden, von denen Leistungen in Form von Produkten oder Dienstleistungen bezogen werden sollen.

## Allgemeines
Ein objektiver Angebotsvergleich setzt mindestens zwei Angebote für dasselbe Produkt/dieselbe Dienstleistung mit gleicher Produktqualität/Dienstleistungsqualität voraus. Für Angebotsvergleiche muss deshalb Markttransparenz hergestellt werden. Bei Werkverträgen und Dienstleistungen ist ein Angebotsvergleich nur möglich, wenn die Leistungsbeschreibungen des Auftragnehmers identisch sind. 
Der Angebotsvergleich bildet die wesentliche Grundlage für eine spätere Kaufentscheidung. Diese Entscheidung fällt oft zu Gunsten des niedrigsten Kaufpreises aus, es können jedoch übergeordnete qualitative Kriterien wie Kundenkredit, Kundenservice, Lieferantenkredit, Lieferqualität, Liefertreue, Lieferzeit oder Stammkunde den Ausschlag geben. Bei der Qualität spielt die Haltbarkeit und Nutzungsdauer eine Rolle. Qualitäts- und Leistungsvergleiche lassen sich jedoch nicht genau quantifizieren, weshalb häufig allein ein Preisvergleich angestellt wird.
Im Internet unterstützen diverse Webseiten (Preisvergleichsportale) vornehmlich den Konsumenten beim Vergleich der Preise von Produkten und Dienstleistungen. Die Preisberechnung ist hierbei jedoch weitaus einfacher aufgebaut, da dem Endverbraucher in der Regel keine besonderen Rabatte oder Skonti gewährt werden. Der Umfang der Informationen geht oft auch über den Preis hinaus und beinhaltet dann Bewertungen anderer Konsumenten oder Lieferzeiten.

## Ermittlung
Abstrahiert man von diesen qualitativen Aspekten, müssen bloße Preisvergleiche die verschiedenen Preisbestandteile erfassen, die von unterschiedlichen Anbietern bei der Preisauszeichnung berücksichtigt oder nicht berücksichtigt werden. Preisbestandteile können sich auch aus Liefer- und Zahlungsbedingungen ergeben. 
Ausgangspunkt ist der Listenpreis, der folgendes Vergleichsschema ermöglicht:
|                                       | Ware A     | Ware A     | Ware B     | Ware B     |
| ------------------------------------- | ---------- | ---------- | ---------- | ---------- |
| Listeneinkaufspreis pro Einheit       | 1,05 €     | 1,05 €     | 1,25 €     | 1,25 €     |
| * Menge                               | 1.500      | 1.500      | 1.500      | 1.500      |
| Listeneinkaufspreis gesamt            | 1.575 €    | 1.575 €    | 1.875 €    | 1.875 €    |
| - Lieferrabatt                        | 30 %       | 472,50 €   | 35 %       | 656,26 €   |
| = Zieleinkaufspreis                   | 1.102,50 € | 1.102,50 € | 1.218,75 € | 1.218,75 € |
| - Lieferskonto                        | 3 %        | 33,08 €    | 0 %        | 0 €        |
| = Bareinkaufspreis                    | 1.069,43 € | 1.069,43 € | 1.218,75 € | 1.218,75 € |
| + Bezugskosten (zum Beispiel Versand) | 4 %        | 42,78 €    | 2 %        | 24,38 €    |
| = Bezugspreis (Einstandspreis)        | 1.112,20 € | 1.112,20 € | 1.243,13 € | 1.243,13 € |
| : Menge                               | 1.500      | 1.500      | 1.500      | 1.500      |
| Bezugspreis je Stück                  | 0,74 €     | 0,74 €     | 0,83 €     | 0,83 €     |

Da der Preis im Mittelpunkt einer Kaufentscheidung steht, ermittelt man anhand der Vorwärtskalkulation den sogenannten Bezugspreis der angebotenen Leistungen, also den Preis, zu dem der Einkäufer die Leistung vom Lieferanten mitsamt allen zu erwartenden Kosten und Nachlässen erstehen kann. Die Preise und Konditionen basieren dabei nicht zwingend auf einem Angebot oder einer Ausschreibung, sondern können auch aus Preislisten, mündlichen Absprachen oder den Allgemeinen Geschäftsbedingungen resultieren.
In der Datenverarbeitung wird zur Unterstützung des rechnerischen Angebotsvergleichs meist auf Software (Warenwirtschaftssysteme) zurückgegriffen, die das Durchführen der dargestellten Kalkulation um ein Vielfaches erleichtert. Denkbar ist dabei auch, dass die Einpflegung der aktuellen Preise durch die Lieferanten in Echtzeit über eine Internetverbindung geschieht, damit der Einkäufer jederzeit auf Preisveränderungen eines Lieferanten reagieren kann.

## Wirtschaftliche Aspekte
Ein Angebotsvergleich findet bei allen Wirtschaftssubjekten (Unternehmen, Privathaushalte und Staat mit seinen Untergliederungen) statt. In Unternehmen gehört er zum Beschaffungsmanagement. Hier dienen Lieferantenbewertungen als sichere Beurteilungskriterien, so dass das preisgünstigste Angebot nicht stets das Primärziel ist. Es werden neben dem quantitativen Preisvergleich auch die qualitativen Kriterien zu einer Nutzwertanalyse zusammengefasst. Privathaushalte können nur außerhalb eines Spontankaufs Angebotsvergleiche vornehmen, diese setzen also planvolles Kaufverhalten voraus. Staaten nehmen als öffentlicher Auftraggeber Angebotsvergleiche durch Ausschreibungen vor; hier muss der preisgünstigste Anbieter genommen werden. 
Als Ergebnis ergibt sich das „optimale Angebot“, das unter Berücksichtigung aller marktlichen und betrieblichen Faktoren und sämtlicher Nebenbedingungen zwar als das günstigste bezeichnet werden kann, jedoch keineswegs das billigste zu sein braucht.